# 松浦カツ
松浦 カツ（まつうら カツ、1901年〈明治34年〉6月26日 - 1987年〈昭和62年〉2月9日）は、日本の社会事業家。北海道中川郡美深町（上川総合振興局管内）の児童養護施設である社会福祉法人美深育成園の創立者。終戦後の混乱下の北海道において多くの戦災孤児を引き取って育て、福祉事業に生涯を捧げた。夫は労働大臣・運輸大臣の松浦周太郎。旧姓は藤原。北海道中川郡豊頃町（十勝総合振興局管内）出身。

## 経歴

### 戦前
帯広女子尋常高等学校（後の帯広小学校）を卒業後、教員養成講習所を経て、小学校の教員として勤務する。その後にさらに学業を望み、1919年（大正8年）に裁縫専門学校に入学、3年後に卒業した。この時代の女性には珍しく、青春時代の大部分を学業に費やしたという。
専門学校卒業後、松浦周太郎と知り合う。共にキリスト教徒であったために強い信仰で結ばれ、1922年（大正11年）に結婚。美深町に新居を構えた。

### 戦中の福祉活動
1937年（昭和12年）、支那事変が勃発、美深町からも妻子を残して男子たちが出征した。カツは彼らの無事帰還を願い、1人1人に激励の手紙を送った、文面では彼らの武運を祈るとともに、相談事があれば何でも自分たちに申し付けるようにと書き添えた。荒んだ戦場の兵士たちにとって、故郷からの手紙は何よりの楽しみであった。しかもこのとき松浦周太郎はすでに美深町出身の代議士に就任しており、故郷の代議士夫人が丁寧な手紙で自分たちを想ってくれたことに兵士たちは感動し、手紙をポケットに忍ばせたり、お守りのように身につけたりした。
さらにカツは、戦時下で苦しむ人々の力になるべく教会でのボランティアにも積極的に参加した。衣類の不足を知ると、自分たちの着物を最低限残した上で教会に寄付をした。戦争が激しさを増す1942年（昭和17年）、大日本婦人会美深支部の支部長に就任し人々が助け合って辛い生活を乗り越えることを目指した。

### 戦災孤児たちの救済
1945年（昭和20年）の終戦後、カツは夫が代議士であった関係で、東京都の上野駅のガード下にいる多くの戦災孤児を目にした。樺太から身一つ同然で帰国して来た引揚者たちであった。カツは行き場も明日の保障も失った子供たちを救うべく、引揚者の子供たち8人を自宅へ引き取った。松浦家から出征した子供たちは無事に帰還しており、戦争による被害はなかったが、自分の子供さえ無事なら良いとは考えず、敗戦の痛手が最も大きい戦災孤児を守ることは日本中の母の責任との考えからであった。
この時点でカツには8人の実子がいたため、一気に16人の子供の世話を強いられた。松浦家の生活も決して楽ではない中、自宅での生活に限界を感じたカツは、1か月後に近所の会館を借りて「美深国の子寮」とし、自ら寮長として、そして子供たちの親代りとして寮に泊まり込んで生活した。
また終戦直後には、美深町に引き揚げてきた無縁故者たちが公会堂を仮宿所として生活していたが、カツは彼らの生活の貧しさを見かね、町内の婦人たちを対象として婦人心友会を結成。自ら会長を務め、不幸な人々、身寄りのない人々を世話した。

### 福祉団体・養護施設の設立
カツはその後も社会情勢の悪化につれ、北海道内外の子供を引き取り続けたことで、次第に経済的に無理が生じ始めた。道北地方に位置する美深町は11月には根雪になり、5月になっても雪が融けなかった。ましてや戦後間もない物資不足の時代であり、10人以上の子供たちの食事が毎日カボチャとジャガイモばかりという有様だった。政府からの助成金もあったが、1日わずか48円であった。当時の保健所の野犬収容の餌代が1日50円であり、人間の助成金がそれ未満だったのである。
カツは保護施設適用を目指し、旭川市の社会運動家である佐野文子らと協力の上、戦災孤児救済団体として1948年（昭和23年）に財団法人 北海道婦人共立愛子会を発足させた（1959年に社会福祉法人に変更）。新たな事業を起こすことは男性でも容易ではなく、まして終戦直後の大混乱の最中ではなおのことであった。理事長は佐野文子であり、カツは北海道富良野町（後の富良野市）の社会事業家である名取マサらとともに常務理事を務めた。
またカツは孤児たちの世話の傍ら、空いた時間には近隣の市街で募金を募った。孤児院の寄付要求お断りとして追い返されることもあったが、それでも以前からの功績と人徳、カツの活動を知る人々の応援により、募金は4万円を超えた。その募金をもとに1949年（昭和24年）、新たな寮として社会福祉法人 美深育成園が誕生した。その後もカツは募金を続け、2年後には同学園の定員を40名から60名へ増員した。カツは理事長として、年齢にあった規則正しい保育指導を実施し、寮の設備に力を注ぎ続けた。
その一方、松浦家では主婦として家事や育児もこなした。孤児のみならず、自分の子供たちも決して疎かにはしなかった。カツは夫に対しても代議士の妻として健康管理に心を配り、手作りの青汁を毎日飲ませるなど良い母、良い妻であり続けた。
1968年（昭和43年）には社会福祉功労で藍綬褒章を受章、1975年（昭和50年）には勲四等瑞宝章を受章した。
1987年、キリスト教精神に基づく人道主義で人生を貫き、85歳で永眠。その後の平成期においても、美深育成園は道北における数少ない養護施設として2歳から18歳まで約60名の子供たちが生活している。功績を称えるべく、施設の中庭にはカツの胸像(1966年建立)が建てられている。